# NGC 499
NGC 499 is een elliptisch sterrenstelsel in het sterrenbeeld Vissen. Het hemelobject ligt 181 miljoen lichtjaar van de Aarde verwijderd en werd op 12 september 1784 ontdekt door de Duits-Britse astronoom William Herschel.

## Synoniemen
- IC 1686
- PGC 5060
- UGC 926
- MCG 5-4-38
- ZWG 502.59